# Companhia Energética de São Paulo
Companhia Energética de São Paulo S.A. (CESP) ist ein brasilianisches Unternehmen mit Firmensitz in São Paulo.
Das Unternehmen ist in der Energiebranche tätig. Geleitet wird das Unternehmen von Dilma Seli Pena. CESP betreibt unter anderem 6 Wasserkraftwerke in Brasilien.